# Primera Liga de Croacia 1995-96
La Prva HNL 1995-96 fue la quinta temporada de fútbol de la Primera División de Croacia. El campeón fue el club Croacia Zagreb que consiguió su segundo título.
Los doce clubes en competición se agrupan en un único grupo en que se enfrentan dos veces a sus oponentes en dos ruedas (ida y vuelta), con un total de 30 partidos jugados por club. Descienden los últimos cuatro clubes clasificados y ascienden dos clubes de la segunda liga, En vista de la reducción del número de clubes de 16 a 14 para la próxima temporada.

## Equipos
| Club                 | Ciudad   | Estadio                        | Aforo |
| -------------------- | -------- | ------------------------------ | ----- |
| NK Belišće           | Belišće  | Gradski stadion Belišće        |       |
| HNK Cibalia Vinkovci | Vinkovci | Stadion HNK Cibalia            |       |
| NK Dinamo Zagreb     | Zagreb   | Stadion Maksimir               |       |
| HNK Hajduk Split     | Split    | Stadion Poljud                 |       |
| NK Inter Zaprešić    | Zaprešić | Stadion Inkera                 |       |
| NK Istra Pula        | Pula     | Stadion Aldo Drosina           |       |
| NK Osijek            | Osijek   | Stadion Gradski vrt            |       |
| HNK Rijeka           | Rijeka   | Stadion Kantrida               |       |
| HNK Segesta Sisak    | Sisak    | Gradski stadion Sisak          |       |
| HNK Šibenik          | Šibenik  | Stadion Šubićevac              |       |
| NK Varteks Varaždin  | Varaždin | Stadion Varteksa               |       |
| NK Zadar             | Zadar    | Stadion Stanovi                |       |
| NK Zagreb            | Zagreb   | Stadion u Kranjčevićevoj ulici |       |

## Tabla de posiciones

### Primera Fase
|  |     | Equipo                | PJ | PG | PE | PP | GF | GC | DG  | PTS |
|  | --- | --------------------- | -- | -- | -- | -- | -- | -- | --- | --- |
|  | 1.  | Croacia Zagreb        | 22 | 14 | 5  | 3  | 46 | 13 | +33 | 47  |
|  | 2.  | Hajduk Split          | 22 | 12 | 6  | 4  | 41 | 19 | +22 | 42  |
|  | 3.  | NK Osijek             | 22 | 12 | 4  | 6  | 38 | 19 | +19 | 40  |
|  | 4.  | Varteks Varaždin      | 22 | 11 | 6  | 5  | 29 | 19 | +10 | 39  |
|  | 5.  | NK Zagreb             | 22 | 7  | 8  | 7  | 24 | 25 | -1  | 29  |
|  | 6.  | Segesta Sisak         | 22 | 8  | 4  | 10 | 32 | 35 | -3  | 28  |
|  | 7.  | Cibalia Vinkovci      | 22 | 6  | 9  | 7  | 26 | 37 | -11 | 27  |
|  | 8.  | Inker Zaprešić        | 22 | 7  | 6  | 9  | 28 | 38 | -10 | 27  |
|  | 9.  | HNK Šibenik           | 22 | 7  | 6  | 9  | 25 | 28 | -3  | 27  |
|  | 10. | Marsonia Slavonski B. | 22 | 6  | 3  | 13 | 14 | 33 | -19 | 21  |
|  | 11. | NK Rijeka             | 22 | 4  | 4  | 13 | 25 | 42 | -17 | 21  |
|  | 12. | NK Istra Pula         | 22 | 3  | 8  | 11 | 25 | 42 | -17 | 17  |

### Prva B liga
|  |     | Equipo               | PJ | PG | PE | PP | GF | GC | DG  | PTS |
|  | --- | -------------------- | -- | -- | -- | -- | -- | -- | --- | --- |
|  | 1.  | Hrvatski Dragovoljac | 18 | 13 | 2  | 3  | 30 | 11 | +19 | 39  |
|  | 2.  | HNK Suhopolje        | 18 | 11 | 3  | 4  | 27 | 11 | +16 | 36  |
|  | 3.  | NK Zadar             | 18 | 9  | 5  | 4  | 24 | 13 | +11 | 32  |
|  | 4.  | NK Orijent Rijeka    | 18 | 9  | 2  | 7  | 29 | 24 | +5  | 29  |
|  | 5.  | NK Neretva Metković  | 18 | 8  | 3  | 7  | 21 | 17 | +4  | 27  |
|  | 6.  | NK Slavonija         | 18 | 6  | 4  | 8  | 26 | 26 | 0   | 22  |
|  | 7.  | HNK Dubrovnik        | 18 | 6  | 4  | 8  | 15 | 15 | 0   | 22  |
|  | 8.  | NK Belišce           | 18 | 5  | 4  | 9  | 20 | 26 | -6  | 19  |
|  | 9.  | NK Primorac Stobreč  | 18 | 5  | 2  | 11 | 14 | 33 | -19 | 17  |
|  | 10. | NK Uskok             | 18 | 2  | 2  | 14 | 9  | 39 | -30 | 8   |

### Grupo Campeonato
|  |    | Equipo               | PJ | PG | PE | PP | GF | GC | DG  | PTS |
|  | -- | -------------------- | -- | -- | -- | -- | -- | -- | --- | --- |
|  | 1. | Croacia Zagreb       | 10 | 7  | 0  | 3  | 28 | 14 | +14 | 26  |
|  | 2. | Hajduk Split         | 10 | 7  | 1  | 2  | 25 | 14 | +11 | 26  |
|  | 3. | Varteks Varaždin     | 10 | 7  | 1  | 2  | 15 | 7  | +8  | 24  |
|  | 4. | NK Osijek            | 10 | 4  | 0  | 6  | 13 | 13 | 0   | 15  |
|  | 5. | Hrvatski Dragovoljac | 10 | 1  | 3  | 6  | 8  | 23 | -15 | 7   |
|  | 6. | NK Zagreb            | 10 | 1  | 1  | 8  | 7  | 25 | -18 | 5   |

### Grupo Descenso
|  |     | Equipo                  | PJ | PG | PE | PP | GF | GC | DG  | PTS |
|  | --- | ----------------------- | -- | -- | -- | -- | -- | -- | --- | --- |
|  | 7.  | HNK Šibenik             | 14 | 8  | 0  | 6  | 19 | 15 | +4  | 28  |
|  | 8.  | Segesta Sisak           | 14 | 6  | 3  | 5  | 19 | 18 | +1  | 28  |
|  | 9.  | HNK Rijeka              | 14 | 7  | 3  | 4  | 21 | 14 | +7  | 26  |
|  | 10. | HNK Suhopolje           | 14 | 7  | 3  | 4  | 22 | 14 | +8  | 25  |
|  | 11. | NK Istra Pula           | 14 | 7  | 2  | 5  | 17 | 17 | 0   | 24  |
|  | 12. | Cibalia Vinkovci        | 14 | 5  | 3  | 6  | 17 | 18 | -1  | 24  |
|  | 13. | Inter Zaprešić          | 14 | 2  | 5  | 7  | 10 | 15 | -5  | 16  |
|  | 14. | Marsonia Slavonski Brod | 14 | 3  | 3  | 8  | 12 | 26 | -14 | 15  |

### Máximos Goleadores
| Jugador         | Club           | Goles |
| --------------- | -------------- | ----- |
| Igor Cvitanović | Croacia Zagreb | 19    |